# François Coppens
Jean-François Coppens (° Brussel 1799, † Parijs 1873) was een Belgische architect, actief in de 19-de eeuw. Hij ontwierp in België gebouwen in de eclectische stijl. 

## Biografie
François Coppens werd in 1799 te Brussel geboren.
Hij was een leerling van de Brusselse stadsarchitect Werry. Op 21-jarige leeftijd (anno 1820) kende de Koninklijke Academie voor Schone Kunsten van Brussel aan Coppens de "Eerste Prijs" toe.
Coppens huwde Eugènie Joséphine Dens (° onbekend, † 1885). Uit deze echtverbintenis werd een zoon geboren: Eugène Nicolas Aimé Coppens de Fontenay (° 8 november 1824, † 6 februari 1896).
Benevens architect, was François Coppens eveneens ondernemer. Hij drukte zijn stempel op de verfraaiing van de stad Brussel en bebouwde in 1827 de naar hem genoemde Coppensstraat met een symmetrische samenstelling en identieke gevels.
Hij werkte als huisarchitect voor de Belgische Staatsspoorwegen en bouwde -nog steeds in Brussel- van 1841 tot 1846 het monumentale Noordstation aan het Rogierplein. Dit gebouw met versieringen in neorenaissancestijl, had de uitstraling van een romeins paleis. Het was aan de kant van de sporen uitgerust met een glazen overkapping rustende op een metalen geraamte, ondersteund door gietijzeren zuilen en was in die tijd een getuige van nieuwe bouwtechnieken.

## Verwezenlijkingen
- 1828: Het merendeel der huizen in de Coppensstraat te Brussel.[3]
- 1841-►1842: Het Solvay-kasteel aan het Zoniënwoud in Terhulpen[4] (ook genoemd: Kasteel van Terhulpen), samen met de Franse architect Jean-Jacques Arveuf-Fransquin.
- 1841-►1846: Het eerste Noordstation te Brussel (in neorenaissance stijl). Dit monumentale station was gelegen aan het Rogierplein te Sint-Joost-ten-Node. Het was in gebruik van 1846 tot 1953 en werd in 1955 gesloopt, na de ingebruikneming van de Noord-Zuidverbinding.
- 1847: Kasteel van Petegem (Kortrijkstraat 52, Petegem-aan-de Schelde).[5]
- 1860-►1861: Monumentale classicistische trap met gotische elementen, voor de Sint-Michiel en Sint-Goedelekathedraal te Brussel.

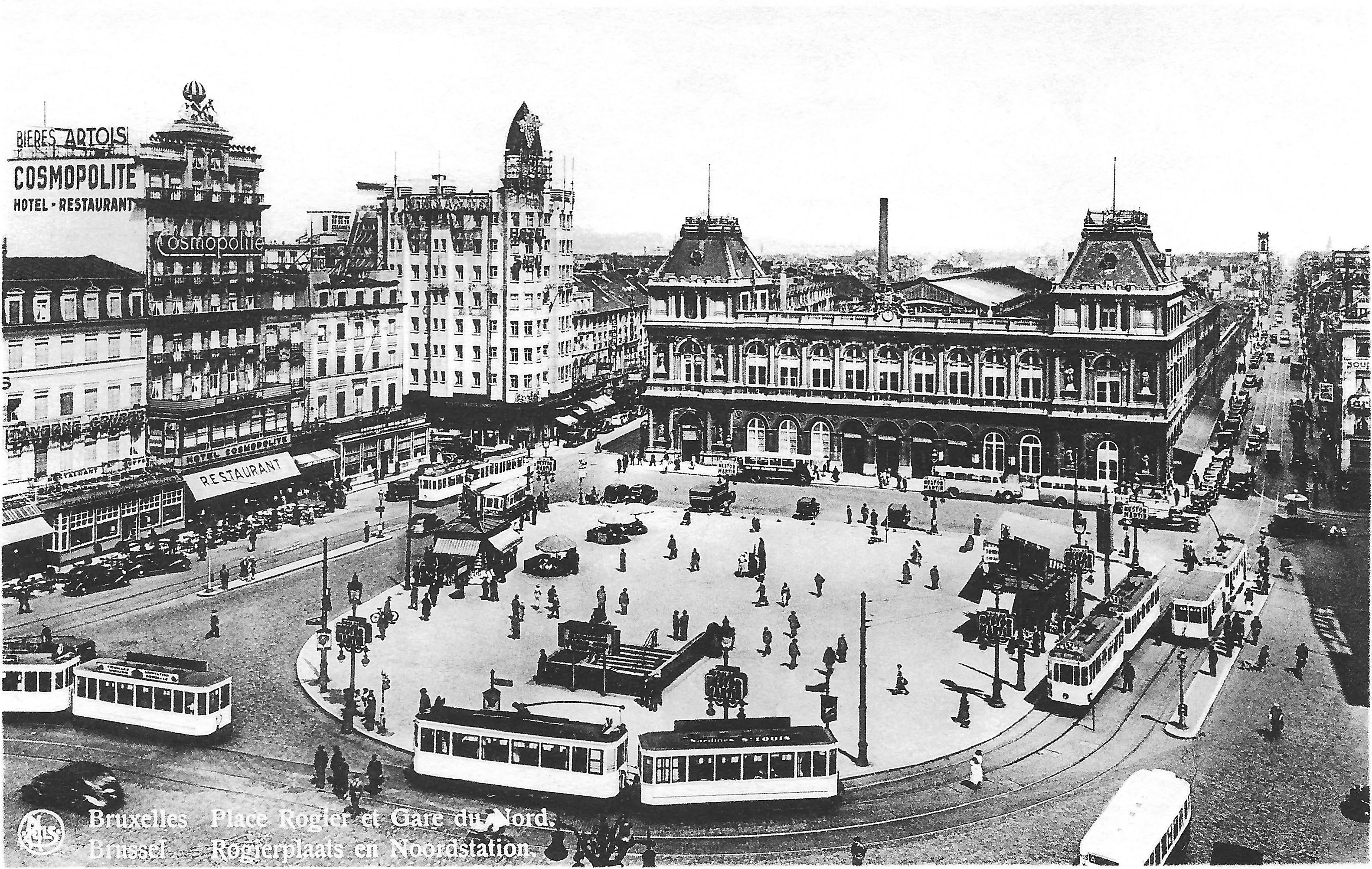
Het Rogierplein en het oude Noordstation.
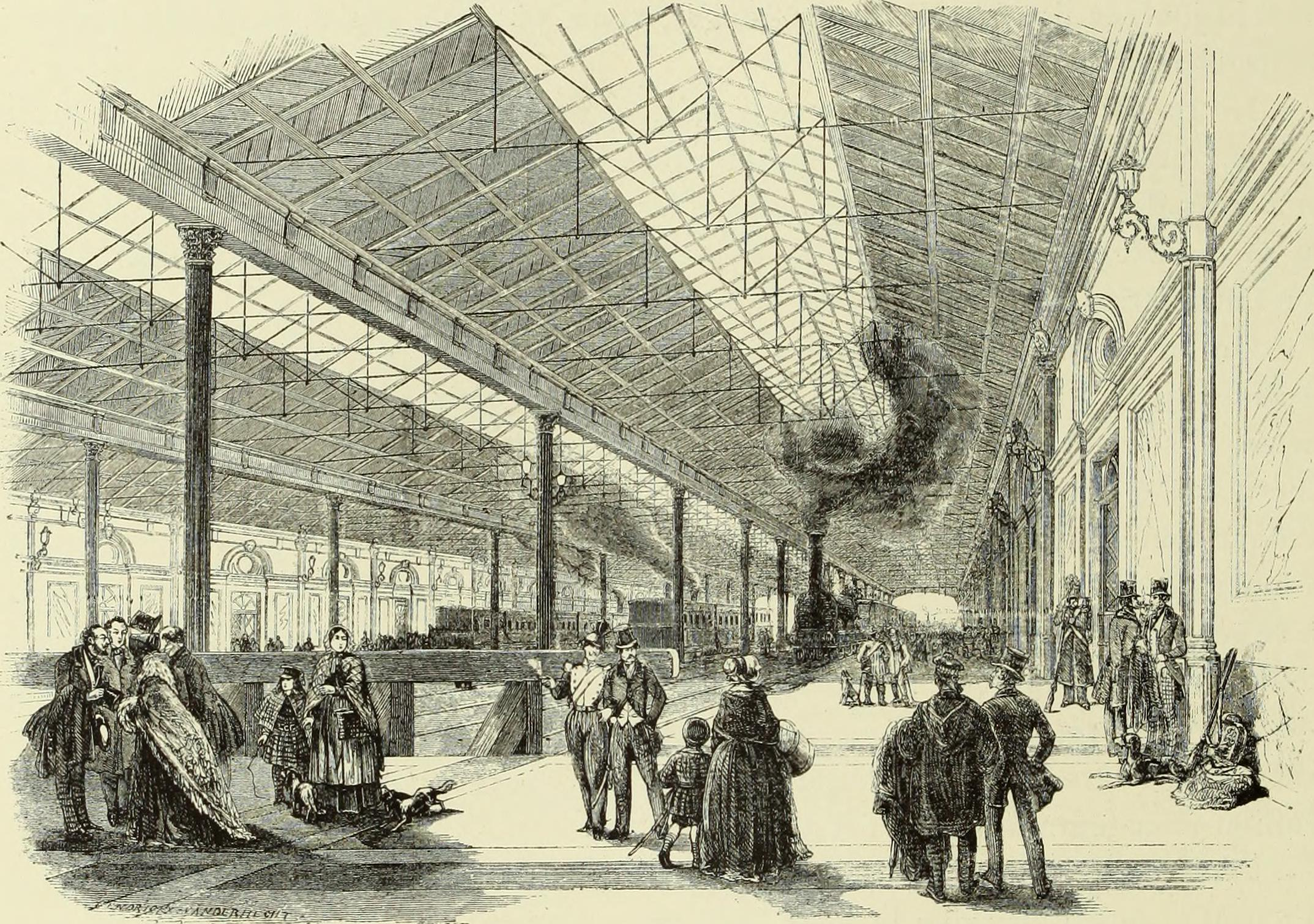
De sporenhal van het eerste Noordstation te Brussel (1884), met een glazen overkapping rustende op gietijzeren zuilen.
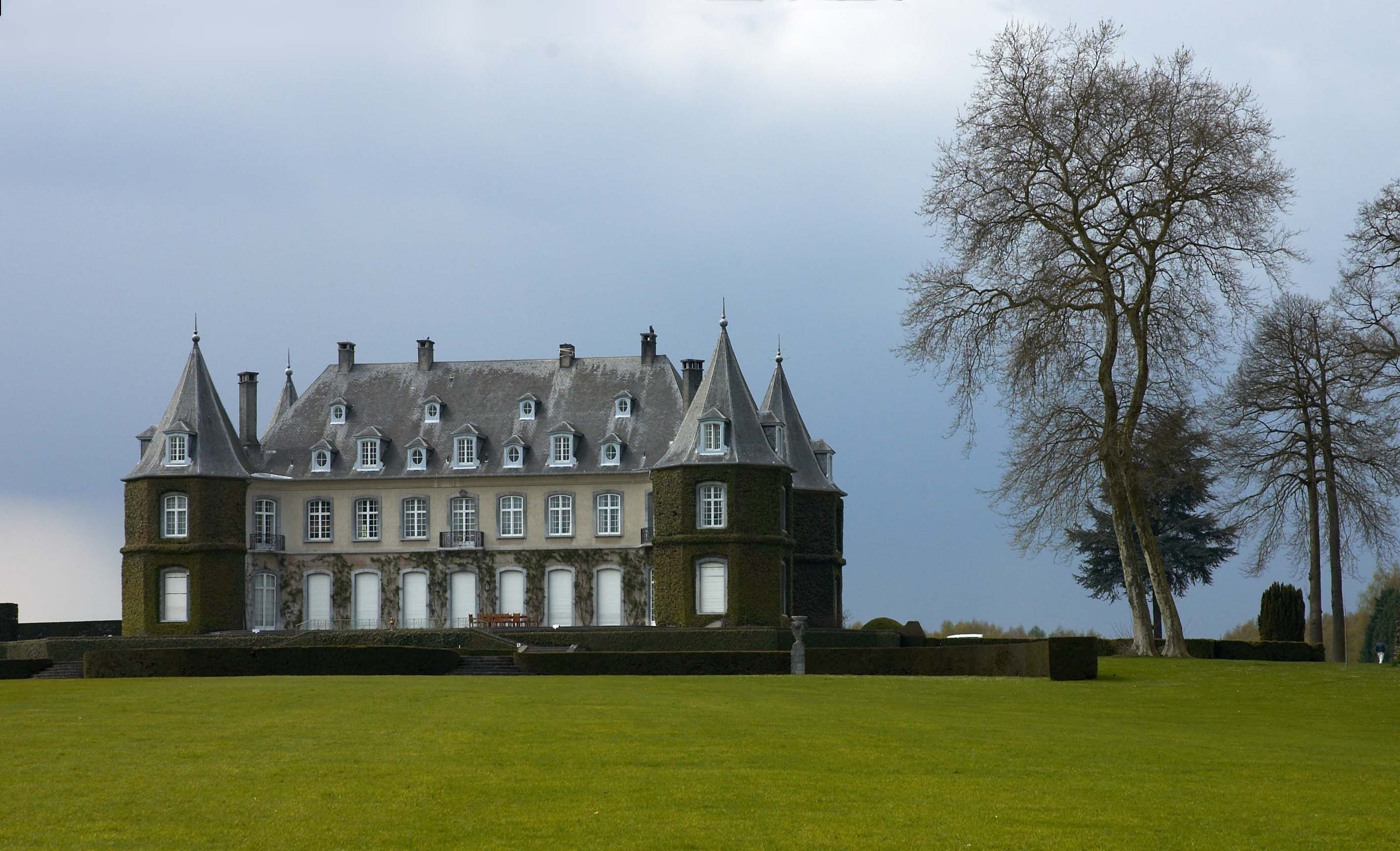
Het Solvay-kasteel aan het Zoniënwoud, ontworpen door de architecten Jean-Jacques Arveuf-Fransquin en François Coppens.

## Onderscheidingen
- Voor zijn aandeel in de bouw van het toenmalige noordstation te Brussel, werd François Coppens als erearchitect van de Spoorwegen, door koning Leopold I gelauwerd. Dit gebeurde op maandag, 27 september 1841. Hij bekwam -op voorstel van minister Demaisières van Openbare Werken- de rang van Ridder in de Leopoldsorde.
- In het centrum van Brussel, werd de door hem bebouwde Coppensstraat, naar hem genoemd.